# (965) Angelica
(965) Angelica és un asteroide del cinturó principal descobert per l'astrònom Juan Hartmann en 1921 des de l'Observatori Astronòmic de La Plata, en La Plata, Argentina.
Deu el nom a l'esposa del descobridor.
S'estima que té un diàmetre de 53.63 ± 1,3 km. La seva distància mínima d'intersecció de l'òrbita terrestre és d'1,324 ua.
Les observacions fotomètriques recollides d'aquest asteroide mostren un període de rotació de 17,77 hores, amb una variació de lluentor de 10,1 de magnitud absoluta.